# Marin Šego
Marin Šego, né le 2 août 1985 à Mostar, est un handballeur croate évoluant au poste de gardien de but. Il rejoindra le Montpellier Handball à compter de la saison 2019-2020.

## Palmarès

### En club
Compétitions internationales
- Vainqueur de la Ligue des champions (1) : 2016

Compétitions nationales
- Vainqueur du Championnat de Bosnie-Herzégovine (1) : 2004
- Vainqueur du Championnat de Croatie (4) : 2009, 2010, 2011, 2012
- Vainqueur de la Coupe de Croatie (4) : 2009, 2010, 2011, 2012
- Vainqueur du Championnat de Pologne (2) : 2015, 2016
- Vainqueur de la Coupe de Pologne (2) : 2015, 2016
- Vainqueur du Championnat de Hongrie (1) : 2018
- Vainqueur de la Coupe de Hongrie (1) : 2019

### En équipe nationale
- 5e place du Championnat du monde 2011 et en Suède
- 6e place au Championnat du monde 2019 au Danemark et en Allemagne
- Médaille d'argent au Championnat d'Europe 2020 en Suède/Autriche/Norvège